# Erythronium
Erythronium es un género de la familia Liliaceae que consta de entre veinte y treinta especies de plantas bulbosas perennes, la mayoría nativas de las regiones templadas de Norteamérica y con un miembro en el Viejo Mundo, la europea Erythronium dens-canis. 

## Características
Plantas perennes de floración primaveral. Las flores suelen ser generalmente solitarias y péndulas. Algunas de las especies tienen las hojas moteadas.

## Usos
El bulbo es comestible, cocinado o seco y se puede rebozar en harina. Las hojas también se pueden consumir cocinadas. En Japón Erythronium japonicum, se llama "Katakuri" y el bulbo se procesa para producir almidón para uso alimentario u otros fines.
Son plantas ampliamente cultivadas como ornamentales con numerosos híbridos y cultivares para jardinería. Entre los más populares se encuentran Erythronium 'Pagoda', E. 'Sundisc', E. 'Joanna', E. 'Kondo', E. 'Citronella', E. californicum 'White Beauty', y E. 'Rosalind'. La mejor forma de propagación es por semillas en otoño o división de bulbos, dependiendo de las especies. Algunas se propagan vegetativamente.
género 

## Taxonomía
El género fue descrito por  Carlos Linneo    y publicado en Species Plantarum 1: 305. 1753.
Etimología
Erythronium: nombre genérico que  se refiere al color de las flores de algunas especies de color rojo (del griego erythros = rojo).  

## Especies
Norteamérica
- Erythronium californicum - Purdy
- Erythronium citrinum - S. Wats.

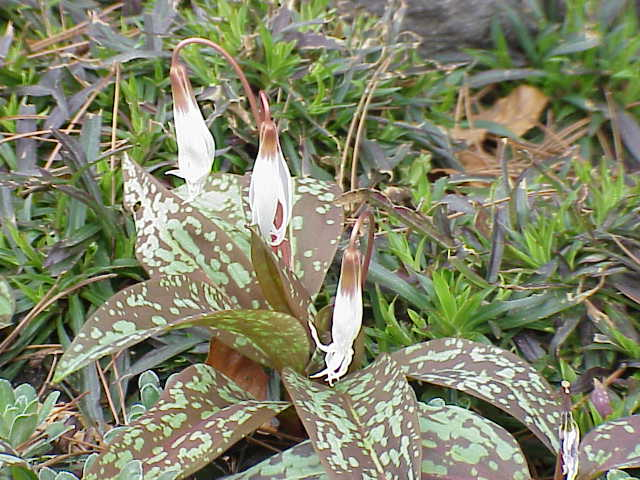
Erythronium dens-canis.

- Erythronium elegans - Hammond & Chambers
- Erythronium grandiflorum - Pursh 
  - subsp. candidum Piper (syn. Erythronium idahoense H.St.John & G.N.Jones)
- Erythronium helenae - Applegate
- Erythronium hendersonii - S. Wats.
- Erythronium howellii - S. Wats.
- Erythronium klamathense - Applegate
- Erythronium montanum - S. Wats.
- Erythronium multiscapoideum -(Kellogg) A. Nels. & Kennedy
- Erythronium oregonum Applegate
- Erythronium pluriflorum Shevock, Bartel & Allen
- Erythronium purpurascens S. Wats.
- Erythronium pusaterii (Munz & J.T. Howell) Shevock, Bartel & Allen
- Erythronium quinaultense G A Allen
- Erythronium revolutum Sm.
- Erythronium taylorii Shevock & G A Allen
- Erythronium tuolumnense Applegate

- Erythronium albidum Nutt.
- Erythronium americanum Ker-Gawl.
- Erythronium mesochoreum Knerr
- Erythronium propullans Gray
- Erythronium rostratum W. Wolf
- Erythronium umbilicatum Parks & Hardin

Europa
- Erythronium dens-canis L.

Asia
- Erythronium caucasicum Woronow
- Erythronium japonicum Decne.
- Erythronium sibiricum (Fisch. & C.A.Mey.) Krylov